# Quart (Aostatal)
Quart – im valdostanischen Dialekt Car – ist eine italienische Gemeinde in der autonomen Region Aostatal.
Die Gemeinde hat 4110 Einwohner (Stand am 30. November 2019). Sie gehört dem Gemeindeverband Comunità Montana Mont Emilius an und ist dessen Hauptort.
Der Ortsname ist vom lateinischen Ausdruck Ad quartum ab Augusta lapidem abgeleitet, was auf Deutsch «beim vierten Meilenstein von Aosta» bedeutet.

## Geografie
Die Ortschaft liegt am Rand der Region Plaine d’Aoste in einer Höhe von 535 m an der linken Seite der Dora Baltea; das Gebiet der Gemeinde ist 62 Quadratkilometer groß und zieht sich bis zu einer Höhe von 3.205 m hinauf. Zu der Streusiedlung gehören mehrere Dörfer, die sich auf den Anhöhen verteilen: Argnod, Éclou, L’Amérique, Les Cleyves, Trois-Villes, La Montagne, Villair de Quart, Villefranche, Ville-sur-Nus, Villeneuve, Champlan, Larey, Avisod, Bagnère, Chantignan, Chétoz, La Combe, Cort, Crétallaz, Créton, Effraz, Jeanceyaz, Morgonaz, Olleyes, Porsan, Seran, Teppe, Lillaz, Vignil, Povil und Vollein.
Die Nachbargemeinden sind Brissogne, Nus, Oyace, Pollein, Saint-Christophe, Saint-Marcel und Valpelline.

## Geschichte
Im Mittelalter war der Ort Sitz des Herrschaftsgebiets Quart. Die Pfarrkirche ist erstmals im 12. Jahrhundert erwähnt. Aus dem 12. Jahrhundert stammt die Burg Quart.

## Personen
- Aymon de Quart († 1311), Bischof von Genf